# トーマス・ジェンキンズ

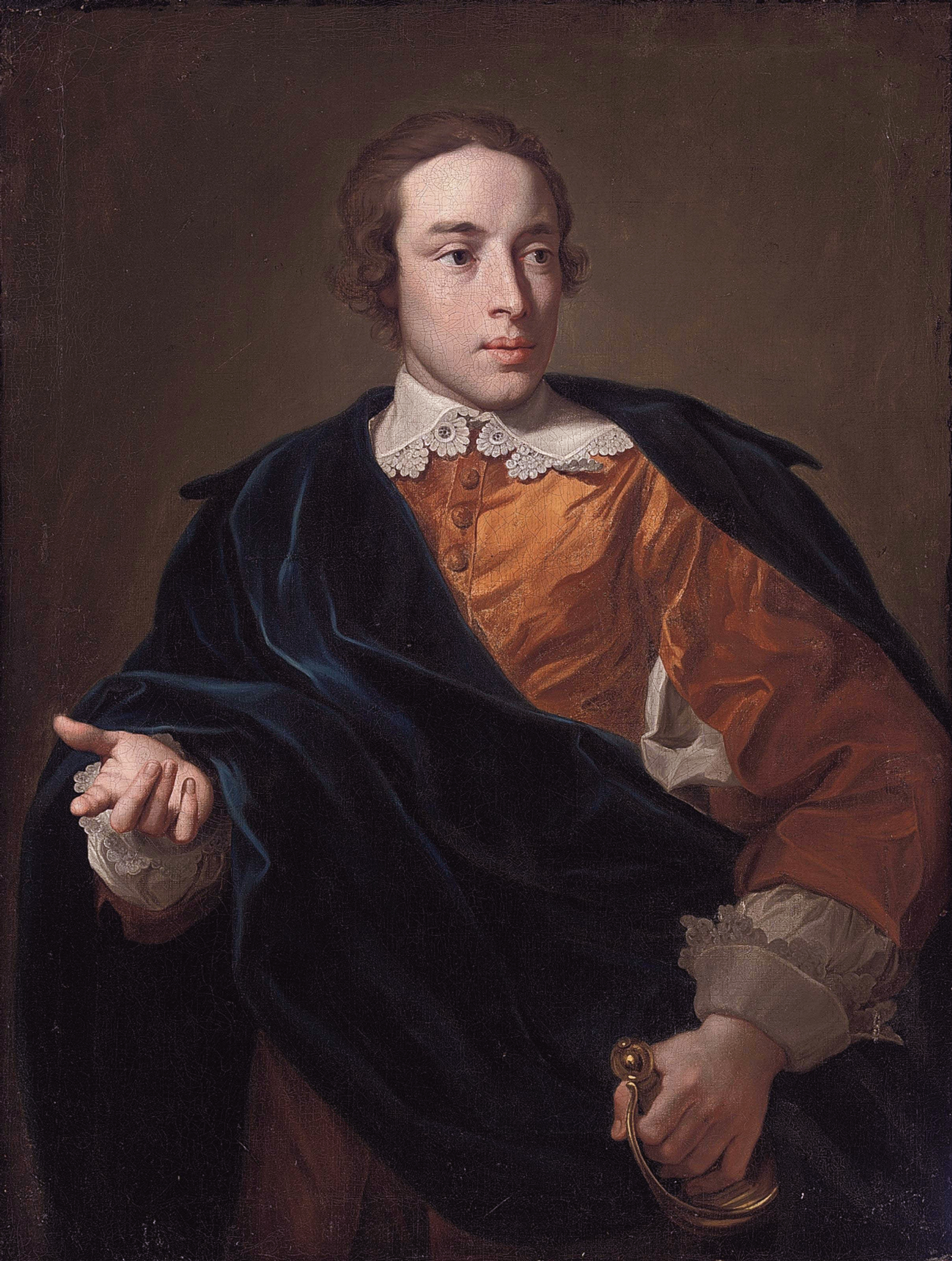
トーマス・ジェンキンズ作とされる初代ボートンのモンタギュー男爵の肖像画

トーマス・ジェンキンズ（Thomas Jenkins、1722年12月21日 - 1798年5月15日）は、イギリスの画家、美術品収集家、古美術商である。イタリアで最も成功した古美術取引の仲介人となった。

## 略歴
イースト・デヴォンで生まれた。ロンドンの肖像画家、トマス・ハドソンから絵を学んだ。1750年に風景画家のリチャード・ウィルソンとともにイタリアに渡り、1750年から1751年までヴェネツィアやボローニャ、フィレンツェに滞在した。1753年からローマに住み、ウィルソンとともにスペイン広場近くの家で画家として質素に暮らした。
ウィルソンとともにイギリスの美術愛好家たちによってローマに設立されたイギリス人のための美術学校、Academy of English Professors of the Liberal Artsで学び、1755年にウィルソンは帰国したがジェンキンズはローマでの活動を続けた。1761年2月にはスコットランド生まれの画家、美術品収集家のゲイヴィン・ハミルトンとともにローマのアカデミア・ディ・サン・ルカの特別会員(Accademici di merito)になった。画家としては成功せず、1755年ころから、古美術収集や美術商に転じて成功を収めた。
美術品仲介業者のネットワークに支援されて、ローマで最も成功した美術商になり、偽造古美術品を販売したり、法
律に違反するような取引をすることもあった。ジェンキンズが売却した美術品には、16世紀のローマ教皇シクストゥス5世のローマの別荘Villa Montalto Negroniのコレクションや、現在ロンドンのヴィクトリア&アルバート博物館に収蔵されている17世紀の彫刻家、ジャン・ロレンツォ・ベルニーニの彫刻、「ネプチューンとトリトン」もあった。ゲイヴィン・ハミルトンとは古美術商として協力したり、競ったりした。
ローマから少し離れた避暑地のカステル・ガンドルフォの邸（Villa Torlonia）やローマの邸（Casa Celli）に住み、彫像や装飾品、骨とう品のコレクションを作り、多くの良い顧客を確保していた。グランドツアーでローマを訪れる芸術家や貴族たちと交流し、取引をした。教皇クレメンス14世ともよい関係を築いていて、美術収集家として知られるアレッサンドロ・アルバーニ枢機卿（Alessandro Albani）やドイツの美術史家ヨハン・ヨアヒム・ヴィンケルマンとも親密であった。ジェンキンズの友人には画家、美術商のヨハン・フリードリヒ・ライフェンシュタイン（Johann Friedrich Reiffenstein: 1719-1793）や彫刻家のクリストファー・ヒューエトソン（Christopher Hewetson: c.1737-1798）、画家のアントン・ラファエル・メングス（1728– 1779）らがいる。
フランス革命の後、1797年12月にフランス軍がローマに侵攻した後、ジェンキンズの資産はすべて没収された。イングランドに戻り、ワイト島のヤーマス（Yarmouth）に上陸した後ほどなく亡くなった。